# Boris Berian
Boris Berian (né le 19 décembre 1992) est un athlète américain, spécialiste du 800 mètres.

## Biographie
Encore inconnu avant 2015 et sans contrat professionnel, il travaille à McDonald pour pouvoir s'entraîner, sans entraîneur. Pour pouvoir participer aux compétitions, il rejoint le Big Bear Track Club et s'entraîne avec Carlos Handler. Il descend à deux reprises sous la minute 44 secondes lors des meetings de la Ligue du diamant à New York et à Monaco. Malgré ses performances, son inexpérience le fait éliminer entre-temps dès les séries des championnats américains. Le 13 juin 2015, lors du meeting de New York, Boris Berian se classe deuxième du 800 m, derrière le Kényan David Rudisha, et porte son record personnel à 1 min 43 s 84.
Le 19 mars 2016, Berian sort victorieux des championnats du monde en salle de Portland sur le 800 m en 1 min 45 s 83 (SB). Il devance au terme du sprint le Burundais Antoine Gakeme (1 min 46 s 65) et son compatriote Erik Sowinski (1 min 47 s 22).

### Palmarès
| Date | Compétition                    | Lieu           | Rang | Temps         |
| ---- | ------------------------------ | -------------- | ---- | ------------- |
| 2016 | Championnats du monde en salle | Portland       | 1er  | 1 min 45 s 83 |
| 2016 | Jeux olympiques                | Rio de Janeiro | 8e   | 1 min 46 s 15 |

### Records
| Épreuve | Performance   | Lieu   | Date            |
| ------- | ------------- | ------ | --------------- |
| 800 m   | 1 min 43 s 34 | Monaco | 17 juillet 2015 |